# 870 Манто
870 Манто (870 Manto) — астероїд головного поясу, відкритий 12 травня 1917 року.
Тіссеранів параметр щодо Юпітера — 3,522.